# تسويوشي كوساكا
تسويوشي كوساكا (باليابانية: 高阪剛؛ بالكانا: こうさか つよし) هو فنان قتال مختلط ياباني، ولد في 6 مارس 1970 في كوساتسو في اليابان.

## وصلات خارجية
- الموقع الرسمي
- تسويوشي كوساكا على موقع يو إف سي (الإنجليزية)
- تسويوشي كوساكا على موقع شيردوغ (الإنجليزية)
- تسويوشي كوساكا على موقع Tapology.com (الإنجليزية)
- تسويوشي كوساكا على موقع CageMatch worker (الإنجليزية)
- تسويوشي كوساكا على موقع قاعدة بيانات المصارعة على الإنترنت (الإنجليزية)
- تسويوشي كوساكا على موقع IMDb (الإنجليزية)
- تسويوشي كوساكا على موقع قاعدة بيانات الفيلم (الإنجليزية)